# Закиров, Батыр Каримович
Баты́р Кари́мович Заки́ров (узб. Ботир Карим ўғли Зокиров; 26 апреля 1936, Москва, РСФСР, СССР — 23 января 1985, Ташкент, Узбекская ССР, СССР) — узбекский советский певец, писатель, поэт, художник и актёр. Родоначальник эстрадного искусства в республике. Народный артист Узбекской ССР (1964).

## Биография
Батыр Закиров родился 26 апреля 1936 года в Москве, в родильном доме № 1 на Арбате, в семье профессиональных музыкантов. Отец — Карим Закиров (1912—1977), оперный певец-баритон, в дальнейшем народный артист Узбекской ССР (1939) и солист Узбекского государственного театра оперы и балета имени Алишера Навои. Мать — Шоиста́ Саидова, певица, исполнительница народных песен, в дальнейшем солистка Ташкентского музыкального театра драмы и комедии имени Мукими. Они познакомились во время учёбы в Московской консерватории, поженились в Москве и вскоре у них родился первенец — Батыр.
После восьмилетки поступил на подготовительное отделение Ташкентской консерватории, окончив которое, стал студентом по классу вокала. Однако обнаруженный туберкулез лёгких вынуждил Закирова оставить музыкальное образование и поступить на режиссёрский факультет Ташкентского театрально-художественного института им. А. Н. Островского. В 1956 году принял участие в создании первого эстрадного коллектива в Узбекистане — молодёжного ансамбля «Юность», в составе которого участвовал в Всемирный фестиваль молодёжи и студентов в Москве (1957). Там впервые в исполнении Закирова прозвучала песня на арабском языке «О светоч грёз моих (Арабское танго)» - песня Фарида аль-Атраша из египетского кинофильма «Любовь моей жизни» (1947), под вторым своим названием ставшая популярной в СССР. Аранжировку песни сделал Ян Френкель . Вскоре Закиров возглавил только что созданный Государственный эстрадный оркестр Узбекской ССР, дирижёром которого стал Александр Двоскин. Кроме Батыра солистами в оркестре работали его сестра Луиза, а также Эльмира Уразбаева.
С конца 1950-х Закиров стал популярным в СССР исполнителем песен различного жанра — это оперные арии, узбекские народные песни, песни советских композиторов и зарубежные шлягеры, исполняемые практически всегда на языке оригинала. Он пел азербайджанские, иранские, афганские, турецкие, индийские, греческие, итальянские, испанские, французские песни.
В 1963 году болезнь обострилась, Закирову в Москве было удалено одно лёгкое. Врачи не рекомендовали ему петь ещё хотя бы два года. В это время Закиров редактировал для печати свои ранние стихи, придумал цикл сказок для детских журналов. Перевёл на узбекский язык «Тень» Евгения Шварца и «Маленького принца» Антуана де Сент-Экзюпери. На республиканском радио Закиров совместно с женой — актрисой Эркли Маликбаевой — осуществил инсценировку этой сказки.
В 1965 году Батыру Закирову было присвоено звание народного артиста Узбекской ССР. После периода реабилитации он вновь начал выступать с концертами, записывал пластинки с новыми песнями. Летом 1966 года Закиров выступил на сцене парижской «Олимпии». В 1968 году участвовал в съёмках новогоднего музыкального фильма «Похищение», где совместно с сестрой Луизой исполнил «Песню о счастье».
В 1972 году стал художественным руководителем организованного им Ташкентского мюзик-холла (одновременно — режиссёром и ведущим солистом), где продолжил работу по соединению восточного фольклора с современными эстрадными веяниями. Самым известным плодом совместного творчества коллектива стал мюзикл «Путешествие Синдбада-морехода», сценарий которого был написан Марком Захаровым и Александром Ширвиндтом, а постановку осуществил Закиров совместно с Захаровым. Художником спектакля был Георгий Юнгвальд-Хилькевич. Мюзикл имел большой успех. Группа активно гастролировала, однако отсутствие собственной сценической площадки, финансовые и организационные трудности привели к тому, что в 1979 году Ташкентский мюзик-холл был расформирован (последний концерт состоялся в Иркутске годом раньше). После этого Закиров стал выступать с программами в сопровождении ансамбля «Ялла», которым руководил его брат Фаррух.
Узбекские литературные журналы печатали стихи, рассказы и очерки Закирова. Он хорошо рисовал. В 1980 году кинорежиссёр Эльер Ишмухамедов начал работу над многосерийным фильмом «Юность гения» о детских и юношеских годах Авиценны, пригласив на главные роли Закировых: Батыра — сыграть отца, а его старшего сына Бахтияра — на роль Авиценны.
В 1982 году певец снялся в телефильме «Огненные дороги» о Хамзе Ниязи в роли Рабиндраната Тагора.
В конце 1984 года состояние здоровья Батыра Закирова резко ухудшилось. Врачи поставили диагноз цирроз печени в последней стадии. Лечение на этот раз не дало результата. Закиров скончался 23 января 1985 года в ташкентской больнице и был похоронен на Чигатайском мемориальном кладбище.
В 2000 году Батыр Закиров был посмертно награждён орденом «За выдающиеся заслуги» (узб. Буюк хизматлари учун).
В 2021 году был посмертно награждён орденом «Уважаемому народом и Родиной» (узб. Эл-юрт хурмати).
16 мая 2024 года в Ташкенте состоялось торжественное открытие памятника Батыру Закирову в присутствии президента Узбекистана Шавката Мирзиёева и брата певца Фарруха Закирова, памятник был установлен на улице, носящей имя Батыра Закирова.

## Семья
Отец — Карим Закиров (1912—1977), оперный певец (баритон), народный артист Узбекской ССР.
Брат — Джамшид Каримович Закиров (1949—2012), советский и узбекский актёр театра и кино, телеведущий, заслуженный артист Узбекистана.
Брат — Фаррух Закиров, певец, художественный руководитель узбекского ансамбля «Ялла».
Сестра — Луиза Закирова, певица.
Племянница — Наргиз Закирова (р.1970), певица. Дочь сестры Луизы Закировой и Пулата Мордухаева, ударника в ансамбле Батыра.
Сын Бахтияр Батырович Закиров (1962—2005) — артист театра и кино, Заслуженный артист Республики Узбекистан.
Батыр Закиров был женат дважды. От первого брака с актрисой Эркли Маликбаевой, с которой он прожил 16 лет, у него было два сына: Бахтияр и Баходыр. После развода в 1974 году он вскоре встретил артистку балета Галину, с которой связал всю последующую жизнь. В 1976 году у них родилась дочь Рухшана.

## Дискография
Прижизненные издания, выпущенные ВСГ «Мелодия» и её предшественниками:
| Год  | № каталога   | Песни | Формат                           |
| ---- | ------------ | --- | -------------------------------- |
| 1959 | 32336-7      | 1. О светоч грёз моих (Арабское танго) (Ф. эль-Атраш) — на арабском языке (араб. يا زهرة في خيالي,Ya zahratan fi khayali‎) 2. Жалоба моего сердца, из индийского кинофильма «Служба» (Ш. Чоудхури) — на языке хинди (Arji Hamari Yeh Marzi Hamari) Батыр Закиров и эстрадный оркестр Узбекистана. Дирижёр А. Двоскин                                               | 10" 78 об/мин                    |
| 1959 | Д—005074-5   | 3 песни на пластинке «Узбекские артисты эстрады» 2. О светоч грёз моих (Фарид аль-Атраш) — на арабском языке 3. Очарован тобой (М. Бурханов — Т. Тула) — на узбекском языке (узб. Мафтун бўлдим) 5. Жалоба моего сердца (Ш. Чоудхури) — на языке хинди Эстрадный оркестр Узбекистана. Дирижёр А. Двоскин                                                          | 8" 33 об/мин                     |
| 1960 | Д—6865-6     | 4 песни на пластинке «Эстрадный оркестр Узбекистана» 2. Я плачу о прошлом (С. Фатх-Алла) — на арабском языке 4. О луноликая (Найнавози) — на языке фарси 7. Любовь (З. Шахиди) — на таджикском и русском языках 9. Красивая девушка (братья Рахбани) — на арабском языке Солисты: Батыр Закиров (2, 4. 7, 9), Луиза Закирова (3, 5, 6), Эльмира Уразбаева (8, 10) | 10" 33 об/мин гранд              |
| 1961 | Д—8849-50    | Одна песня на сборнике «Мелодии экрана (шестая серия)» 3. Жалоба моего сердца («Служба» — Ш. Чоудхури) | 10" 33 об/мин гранд              |
| 1961 | Д—8991-2     | Одна песня на сборнике «Мелодии экрана (седьмая серия)» 6. Любовь («Сыну пора жениться» — З. Шахиди и Ю. Тер-Осипян) — на таджикском и русском языках | 10" 33 об/мин гранд              |
| 1962 | Д—00010267-8 | «Батыр Закиров» 1. Твой голос я слышу повсюду (индийская нар. песня) — Луиза Закирова и Батыр Закиров (на языке хинди) 2. Лирический вальс (С. Юдаков — Т. Тула) — на узбекском и русском яз 3. Поцелуй меня (иранская нар. песня) — на языке фарси (перс. Mara beboos‎)                                                                                           | 7" 33 об/мин миньон (EP)         |
| 1962 | Д—00010905-6 | Одна песня на пластинке «Арабские песни» 3. О цветок (С. Фатх-Алла) — на арабском языке (араб. Ya zahra‎) | 7" 33 об/мин миньон (EP)         |
| 1963 | 40905-6      | 1. Лирический вальс (С. Юдаков — Т. Тула) — Батыр Закиров 2. Наманганские яблоки (узбекская народная песня) — Луиза Закирова На узбекском и русском языках Эстрадный оркестр Узбекистана. Дирижёр А. Крол (1) | 10" 78 об/мин                    |
| 1963 | Д—11633-4    | Одна песня на сборнике «Мелодии экрана (одиннадцатая серия)» 4. Лирический вальс («Когда цветут розы» — С. Юдаков) — на узбекском и русском языках | 10" 33 об/мин гранд              |
| 1967 | Д—00019777-8 | «Батыр Закиров» 1. Сердца в ночи (Б. Кемпферт — Ж. Морэ) 2. Песня о друге (фр. Est-il un ennemi?) (музыка и слова Э. Масиаса) 3. Приходи, любимая (И. Акбаров — X. Гулям) 4. Песня разлуки (перс. Jodái-e‎) (иранская нар. песня, обр. И. Гамбарова) На языках: французском (1, 2), узбекском (3), фарси (4)                                                       | 7" 33 об/мин миньон (EP)         |
| 1967 | Д—20389-90   | Одна песня на сборнике «Мелодии экрана (шестнадцатая серия)» 5. Песня из к/ф «Когда приходит любовь» (Р. Шанкар) — на языке хинди | 10" 33 об/мин гранд              |
| 1967 | Д—00020501-2 | «Батыр Закиров» 1. Где ты? (И. Акбаров — Т. Тула) — на узбекском языке 2. Песня из к/ф «Когда приходит любовь» (Р. Шанкар) — на языке хинди 3. Влюблённые соловьи (И. Акбаров — Ю. Энтин) 4. Девушки моей страны (музыка и слова Э. Масиаса) — на французском языке                                                                                               | 7" 33 об/мин миньон (EP)         |
| 1970 | Д—27935-6    | «Батыр Закиров» | 10" 33 об/мин гранд              |
| 1970 | СМ—02231-2   | «Поёт Батыр Закиров» | 12" 33 об/мин Стерео гигант (LP) |
| 1971 | Д—00029493-4 | «Индийские песни» 1. Дорога счастья, песня из к/ф «Профессор» (авторы неизвестны) — Луиза и Батыр Закировы 2. Время, песня из к/ф «Люди» (авторы неизвестны) — Батыр Закиров 3. Песня из к/ф «Сангам» (Шанкар) и Джайкишан) — Луиза Закирова 4. Твой голос я слышу повсюду (индийская нар. песня) — Луиза и Батыр Закировы Оркестр. На языке хинди                | 7" 33 об/мин миньон (EP)         |
| 1971 | Д—00029497-8 | «Батыр Закиров» 1. Беглянка Хабиба (Абдель Вахаб — русский текст Ю. Энтина) 2. Два синих ока (Д. Ристич — русский текст Ю. Энтина) 3. Никто не виноват (Э. Салихов — русский текст Ю. Энтина) Эстрадный оркестр под управлением Ю. Силантьева | 7" 33 об/мин миньон (EP)         |

## Фильмография

### Роли в кино
- 1959 — Когда цветут розы — Батыр
- 1969 — Похищение — играет самого себя
- 1982 — Огненные дороги — Рабиндранат Тагор
- 1982 — Юность гения — Абдаллах

### Вокал
- 1964 — Где ты, моя Зульфия?